# Saorra
Saorra (pronunciat [sə'urə], [sə'ɣurə] o en estàndard [sə'orə], en francès, oficialment, Sahorre) és una comuna de la comarca del Conflent, a la Catalunya del Nord.
El terme municipal a més del poble de Saorra comprèn també el de Torèn, comuna independent fins al 1822. En el límit dels termes de Saorra i de Castell de Vernet hi ha la Torre de Goà, torre de guaita medieval.
La dita diu : "Saorrats, ventre pelats".

## Etimologia
Segons Coromines, el topònim Saorra, com el proper de Saorla, prové de la forma sabǔrrǔla, diminutiu de sabǔla, forma paral·lela i amb el mateix significat de sabǔrra (sorra).

## Geografia

### Localització i característiques generals del terme

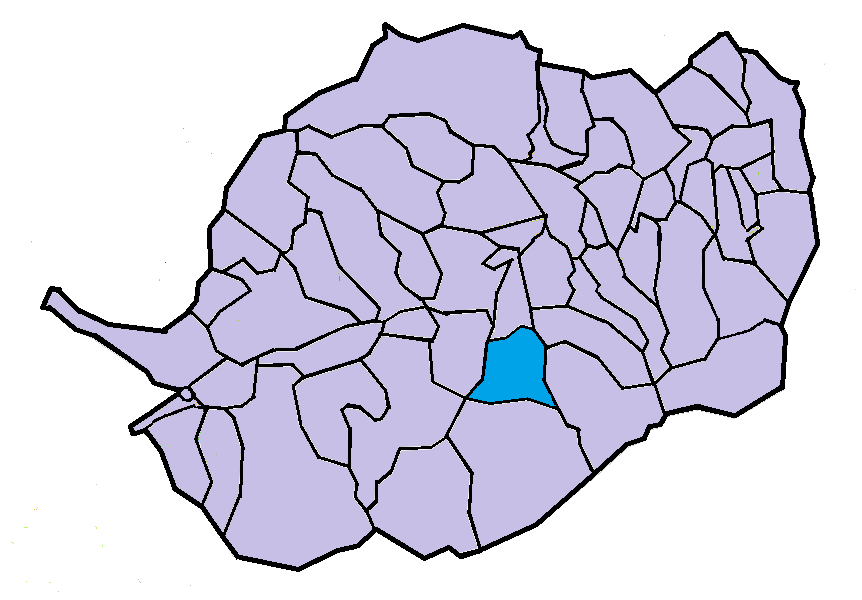
Situació de la comuna de Saorra en el Conflent

El terme comunal de Saorra, o Saorra i Torèn, segons alguns autors, de 148.800 hectàrees d'extensió, és situat lleugerament al sud del centre de la comarca del Conflent, en una zona on arriben els darrers contraforts septentrionals del Massís del Canigó. Conforma el terme comunal la vall mitjana de la Rotjà, anomenada també Ribera de Saorra, on aquesta vall sofreix un cert eixamplament que permet l'existència dels dos pobles del terme, Torèn i Saorra i una petita zona agrícola al seu entorn.
Emmarquen la vall de la Rotjà i, per tant, el terme de Saorra, les altes carenes que separen la vall de la Rotjà de la del Cadí, a orient, i de la Ribera de Mentet, a occident. La primera parteix del triterme amb Castell de Vernet i Pi de Conflent, el puig de Mates Roges, de 1.745 m alt, i va davallant cap al nord pel Coll de Jou (1.123,4 m alt), el turó on hi ha la Torre de Goà (1.262,7), el Pic de la Riudera (1.185,5) i el Puig de la Falguerosa (1.122,4), que és trifini amb Castell de Vernet i Vernet; des d'aquesta darrera muntanya continua davallant ara cap al nord-oest pel Coll de les Manxes (943,1), fins al Coll de Saorra, o de Vernet (780,1), punt es troben els termes comunals de Saorra, Vernet i Fullà. Pel que fa al costat occidental, baixa des del cim del Pic de Tres Estelles (2.090,3 m alt), punt de trobada de les comunes de Saorra, Pi de Conflent, Nyer i Escaró vers el nord-est travessat el Bosc Comunal de Tres Estelles, en aquest cas seguint el curs de la Ribera d'Aituà fins que a l'indret del Trauc d'Alaric, puja a la carena oriental, fins al Coll de Fins (889,6 m alt), triterme entre Saorra, Escaró i Fullà.
El límit sud del terme, que separa la vall alta de la Rotjà de la mitjana, que constitueix bàsicament el terme de Saorra, està format per un contrafort oriental del Pic de Tres Estelles que davalla cap a la Rotjà, i un d'occidental de Mates Roges, que també s'adreça a la llera del riu esmentat, bastant a prop al nord-est del poble de Pi de Conflent. El nord, el forma el Còrrec de Lassada i de Restrenyines fins que s'aboca en la Rotjà, i una línia que no està marcada per cap accident geogràfic fins al Coll de Fins. El poble de Saorra es troba a 670 m alt.
Termes municipals limítrofs:
|        | Fullà          | Vernet            |
| Escaró |                |                   |
| Nyer   | Pi de Conflent | Castell de Vernet |

### El poble de Saorra
El poble de Saorra es troba en el centre de la vall de la Rotjà al centre de la meitat septentrional del terme, a la dreta del riu esmentat. El nucli més vell és allargassat, sense formar un nucli clos. Dins d'aquest nucli hi ha la petita església de Sant Cebrià, que fa actualment de parroquial. A partir d'aquest nucli original, el poble s'expandí cap al sud i cap al nord-est del nucli original, amb barris nous com el Quintar.
Més modernament s'han estat formant un nou Saorra a l'esquerra del riu, oficialment denominat, en francès, le Faubourg, al lloc on ara hi ha la Casa del Comú, els edificis de Correus i Centre Cultural i l'Escola i, a l'extrem nord, el cementiri nou i el càmping la Fontanelle.
La vella església parroquial de Sant Esteve, amb el cementiri vell al seu voltant, són en un turó a ponent del poble, uns 50 metres enlairada i a uns 400 metres de distància, en un lloc visible des de tota la vall.

### El poble de Torèn
El poble de Torèn és a ponent de Saorra, a quasi un quilòmetre de distància en línia recta i quasi 200 metres més amunt. És un petit nucli de cases situades als peus del Castell de Torèn, amb la petita capella romànica de la Santa Creu de Torèn, tal vegada inicialment capella del castell.

### La Torre de Goà

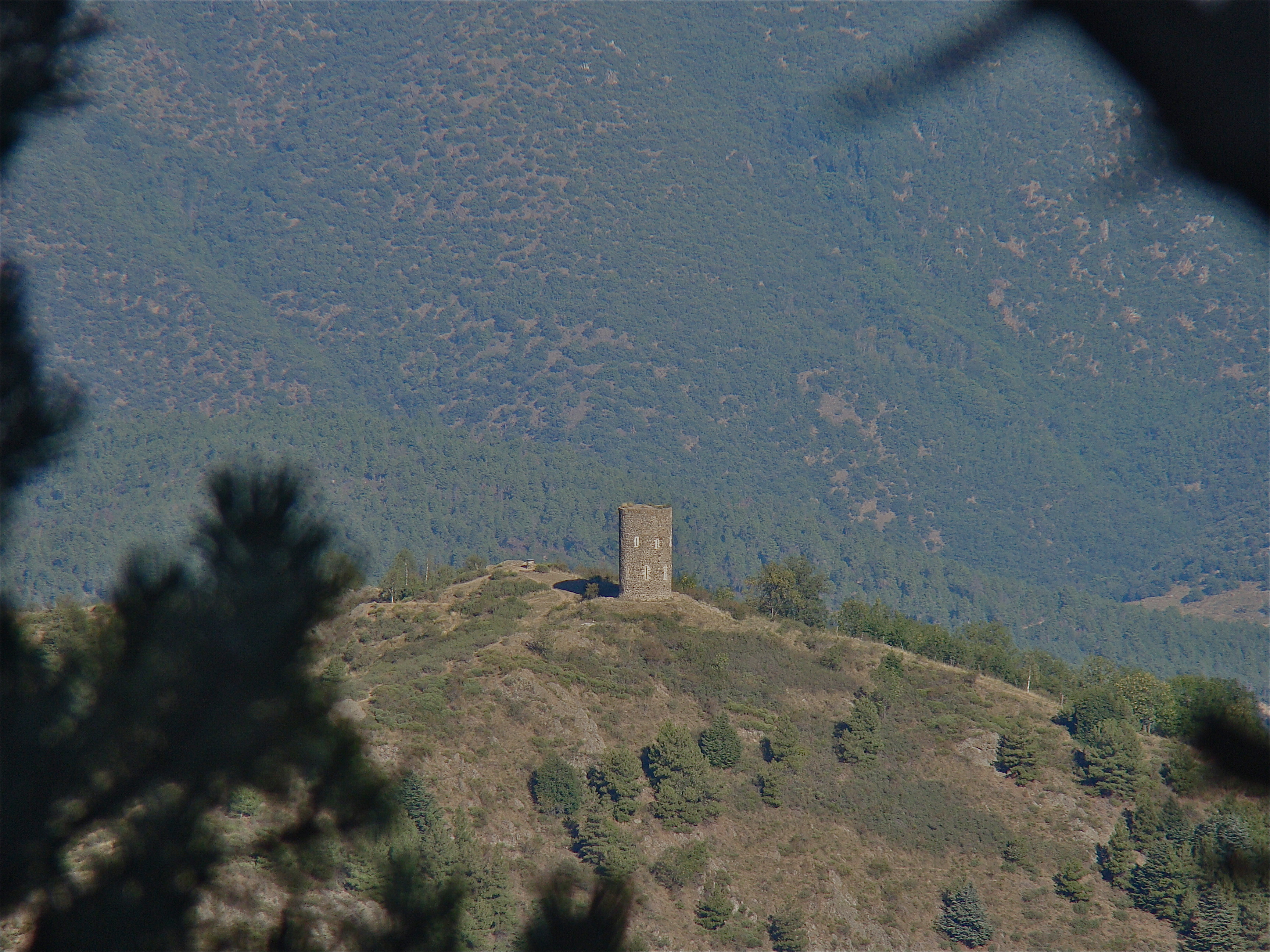
La Torre de Goà

La Torre de Goà és una torre de guaita que comparteixen Saorra i Castell de Vernet, ja que és damunt del límit de les dues comunes. És a la zona central de l'extrem de llevant del terme de Saorra, i també a la central de l'extrem nord-oest del de Castell de Vernet, dalt d'un cim de 1.265,7 m alt.

### Els masos del terme
Dels antics masos de Saorra i Torèn, en queda poc més que la memòria: Mas del Vidalet, Mas Frerot, Mas Pauló... Hi roman el Mas Pétain. El que hi ha a Saorra són diversos cortals: un sense nom, el del Coll de Fins, el de Barballeixa, el de la Rossella, el del Bolfa, abans del Fabra, el del Borrell, el del Bouer (nom antic), el del Busan, el del Cató, o del Rossell, el del Fabra, el del Fargat, el del Marçal, el del Masó, el del Remí, dos d'anomenats Cortal del Serrat, el del Serres, el del Tibola, el del Torrent, el del Trabí, el del Tutxes, o de las Capitana, abans del Melcior, el de Marquirols i la Tigarena. Hi havia hagut molins, alguns drapers, tots desapareguts, dels quals es conserva el nom, com el Molí d'en Llopet, el Molí Draper d'en Casadet i el Molí Draper d'en Pau. L'antiga activitat a l'entorn de les mines ha deixat uns quants noms, alguns també ja en desús: la Farga, o Farga d'en Vernadac, el desaparegut Martinet d'en Vernadac i els Meners de Torèn, que són en ruïnes. Al llarg del pas de la Rotjà pel terme de Saorra hi ha dues centrals elèctriques i una piscifactoria. Cal esmentar també l'Oratori de Sant Pau, a l'extrem meridional del terme, prop de la Rotjà.

### Hidrologia

#### Cursos d'aigua
El principal curs d'aigua del terme de Saorra, que articula la totalitat del terme, és la Rotjà, la Ribera d'Aituà, termenal amb Escaró a l'extrem sud-oest del terme, i, a l'extrem nord-oest, el Còrrec de Lassada i de Restrenyines, que fa de termenal amb Fullà. La Rotjà travessa el terme de Saorra de sud a nord, sempre amb un curs molt sinuós. Hi entra pel Gorg de l'Infern, i de seguida rep per l'esquerra el Còrrec de Barballeixa i al cap d'un bon tros, pel mateix costat, el Còrrec de Carners i al cap de poc tros, ara per la dreta, el Còrrec de Marquirols. Poc després, i ja a l'extrem meridional del poble de Saorra, rep per l'esquerra el Còrrec dels Ulls, anomenat del Teixó en la seva part alta. A mig poble arriba per l'esquerra, procedent de Torèn, el Còrrec de l'Agal, i després, ja al sector nord de Saorra, per la dreta el Còrrec de la Falguerosa, amb els de Corts i de les Basses, on hi ha el Salt de l'Aigua. Més al nord rep alhora per la dreta el Còrrec de Falguers i per l'esquerra el de l'Arbetar, o de Planesa, i després de la partida de les Comes rep per la dreta el Còrrec d'en Pauló i per l'esquerra el de Lassada i de Restrenyines o, simplement, de Restrenyines.

#### Canals d'irrigació
La part del terme que permet l'existència d'horticultura conté diversos recs, que permeten aquesta activitat. Hi ha el Rec de la Farga, el de les Comes, o de la Clota, que s'estén a Fullà, el del Molí, el dels Peirons, el dels Vinyers, el de Noguereda, el de Restrenyines, o Rec Nou, i el de Torèn.

### Orografia
Alguns dels topònims de Saorra i Torèn indiquen formes de relleu presents a la seva geografia. Així, hi trobem obagues com el Bac de les Planes; boscs com el Bosc Domanial de Tres Estelles i el Bosc de Saorra; clots, com la Clota d'en Lluïset i els Clots; colls, com el Coll de Fins, el Coll de Jou, el Coll de la Mandra, el Coll de les Manxes, el Coll de Sant Pau, i el Coll de Saorra, de Vernet, per als de Saorra; comes, com les Comes; costes, com la Costa; muntanyes, com la Capsola, el Cim del Bosc de Saorra, el Cim del Vinyer de Corts, Mates Roges, el Pic de la Riudera, el Pic de Tres Estelles i el Puig de la Falguerosa; planes, com les Esplanes, el Pla, la Plana, la Planella i Planesa; serres i serrats, com el Serrat de Llirons, el Serrat del Quirc i el Serrat de Tossals; solanes, com el Solà de Corts.

### El terme comunal

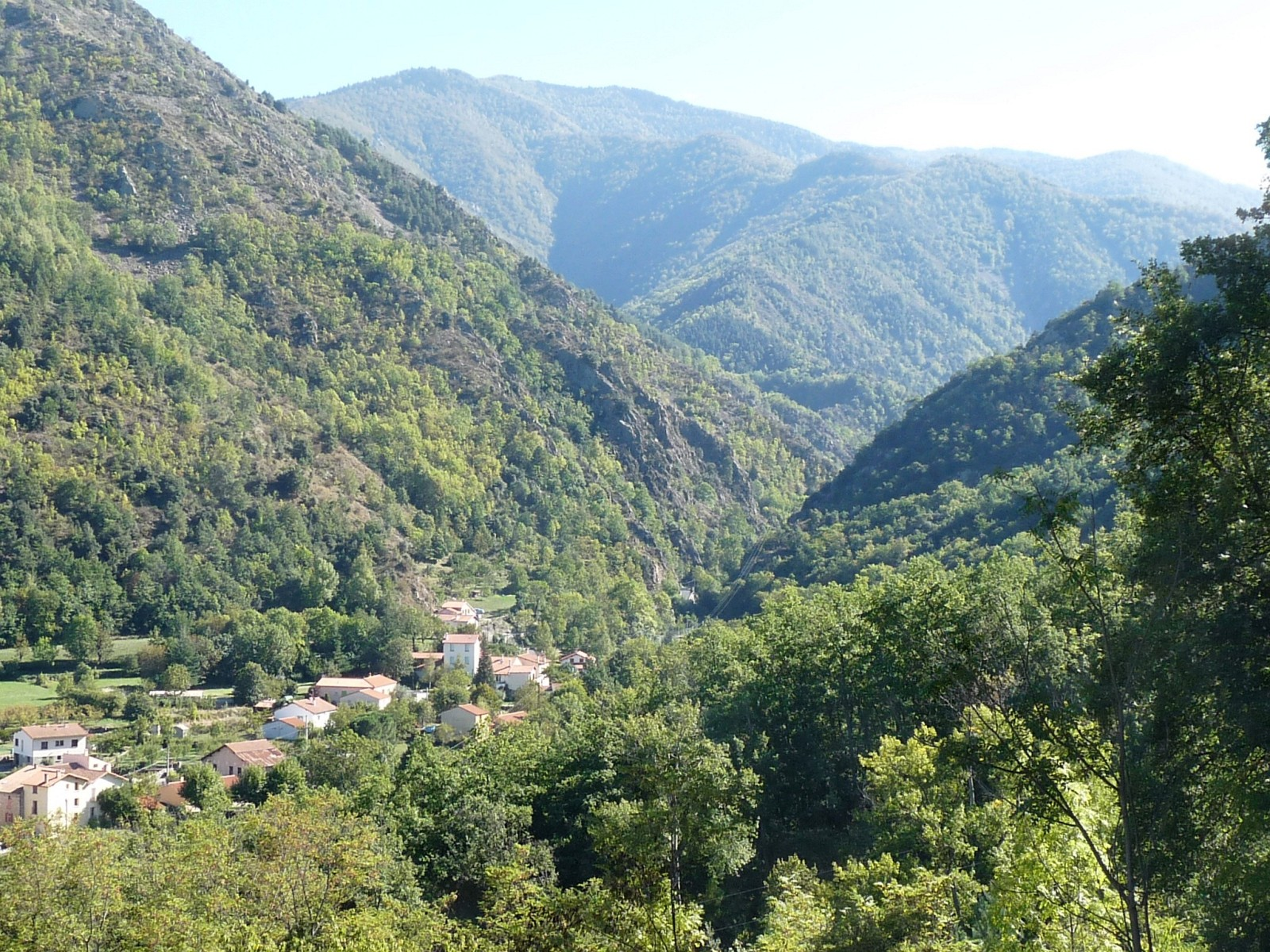
El poble i el sud muntanyós del terme

Les partides i indrets destacats de Saorra i Torèn són l'Arenal, Barballeixa, Barolines, la Bosiga de l'Endal, el Camp de la Belota, el Camp de la Guidó, el Camp de la Triba, les Cantines, el Castell, el Clos de la Carrerada, la Colomina (dues de diferents), els Dalloners, els Falguers, Fontanella, Font de Pla d'Avet, Goà, Lassada, Llirons, el Jonc, Marquirols, els Meners, els Meners de Torèn, els Meners de Chasse, Nossa, els Pixadors, el Quintar, abans la Quintana, Restrenyines, o Restanyines, el Roc del Fenell, el Salt de l'Aigua, el Teixó, Terra Forcada, laa Tona, la Trilla, el Vernós, la Vinyassa, els Vinyers i els Vinyers de Sant Esteve. Alguns són noms ja antics, en desús, com els Arenys, el Burguer de Saga, la Cantarella, Ginebrell, la Prunereda, Querberèn, les Querines i Torpelat. Finalment, alguns topònims indiquen senyals termenals: l'Artiga d'en Monet, o Roc del Migdia, el Camp del Barrall, o de Marit, el Camp de les Massotes, el Cim del Bac de les Planes, la Creu del Trauc d'Alaric, el Piló del Coll de Fins, el Piló del Camp Roig, el Roc de la Cabdeta, el Roc del Bosc d'en Sicre, el Roc de l'Eirola, o de la Palla, el Roc de les Massotes, el Roc dels Travins, el Roc Rodon, o de Rodon, i els Rocs dels Nins.

## Transports i comunicacions

### Carreteres
Travessen al terme de Saorra dues carreteres, més una variant d'una d'elles. D'una banda, la carretera D - 6 (N - 116, a Cornellà de Conflent - Mentet), que uneix Vilafranca de Conflent amb Fullà, Saorra, Pi de Conflent i Mentet. Saorra és a 17,8 quilòmetres de Mentet, a 6,3 de Pi de Conflent, a 3,2 de Fullà i a 6,7 quilòmetres de la N - 116 i Vilafranca de Conflent.
D'altra banda, la carretera D - 27 (Prada - Escaró), que des de Prada, a 23 quilòmetres de Saorra, mena a Codalet (a 22), Taurinyà (a 17), Fillols (a 9,2), Vernet (a 5,4), Saorra, Aituà (a 5,7) i Escaró (a 7,6 quilòmetres).

### Transport públic col·lectiu
Saorra disposa de dos serveis diaris de la línia 245 de transport públic Le bus à 1 €. Aquesta línia uneix Pi de Conflent (a 1 quart d'hora de Saorra) amb Saorra, Fullà (a 5 minuts), Vilafranca de Conflent (a 1 quart d'hora), Rià (20 minuts) i Prada (25). Circulen de dilluns a dissabte; diumenge i dies festius, sense servei. També hi ha el TAD (Transport à la demande), que serveix tots els pobles de la vall de la Rotjà.

### Els camins del terme
El terme de Saorra té un nombre bastant limitat de camins, ateses les seves característiques i pel fet que les carreteres departamentals cobreixen la major part del terme habitat o amb activitat. Tanmateix, hi ha, entre els camins interns del terme, el Camí de Goà, el del Fangàs, el de Tonet, el de Torèn, la Ruta dels Meners de Torèn. Pel que fa als camins que menen als pobles i termes veïns, cal esmentar el Camí de Cornellà, el de Torèn a Fullà, el de Torèn a Joncet, el de Prats de Molló, el de Vernet, el Camí Vell de Pi, la Pista de Coll de Jou, la Ruta de Pi, la Ruta d'Escaró, la Ruta de Vernet i la Ruta de Vilafranca. Esment a part mereixen d'una banda l'Antic camí de ferro dels Meners, que unia les mines del terme amb Vilafranca de Conflent i Rià, i de l'altra la ruta excursionista del Torn del Pic de Tres Estelles.

## Activitats econòmiques
Fins al 1962, any en què cessaren les activitats mineres, la principal riquesa econòmica de Saorra i Torèn eren les mines de ferro del terme, situades a prop al nord-oest del poble de Saorra. El cessament d'aquesta activitat suposà una pèrdua important tant econòmica com de població. També es va perdre el ferrocarril miner que partia de l'oest de Saorra i l'est de Torèn i s'adreçava a l'estació de Vilafranca de Conflent i continuava fins a Rià, on hi havia els alts forns per a tractament del mineral extret de les mines. Durant uns anys encara continuà una certa activitat a les mines de la zona, però destinada a obtenir-ne espat fluor o fluorita, explotació molt mecanitzada i que ocupa poca mà d'obra. El material obtingut anava destinat a la fàbrica d'alumini de la Bastida d'Oleta. Tanmateix, l'esgotament d'aquestes mines acabà també amb aquesta activitat.
L'espai apte per a l'agricultura del terme, un centenar d'hectàrees i una cinquantena d'explotacions, produeix principalment fruita (pomes, préssecs, peres, albercocs i cireres). Al sector més baix de la vall s'aprofita l'aigua dels recs de Saorra i Torèn, i s'hi produeixen hortalisses. També hi ha una mica de vinya i de cereals, i una extensió una mica més gran de pastures i farratges. Posseeix quasi 500 caps de bestiar oví, boví, equí i cabrum.

## Història

### Edat mitjana
Les dades més antigues que es tenen de Saorra daten del segle x. A part de la confirmació l'any 950 a l'abadia de Sant Miquel de Cuixà d'un alou in valle Saorra feta en una butlla papal d'Agapit II, consten nombroses donacions d'alous a Saorra al mateix monestir els anys següents (959, 963, 967, 982 i 990, almenys). D'altres donacions de la comtessa Ava de Cerdanya dels anys 949, 966 i 995 foren al monestir de Sant Pere de Camprodon, donacions confirmades el 1017 en una altra butlla papal, aquesta de Benet VIII. Encara, una tercera butlla del 1163 d'Alexandre III confirmava possessions de Sant Martí del Canigó a la parròquia de Sant Esteve de Saorra.
Tanmateix, la senyoria i la justícia superior depenien dels comtes de Cerdanya, i passaren als seus successors, els sobirans catalans. El 1260 consta la donació de Jaume I de la senyoria de Saorra a Guillem de So, el fill del qual, Bernat de So, esdevingué el 1335 primer vescomte d'Évol. Un cop tornà al domini reial, el 1381 l'Infant Joan, abans d'esdevenir Joan I, el va vendre a Berenguer III d'Oms, a la qual senyoria va afegir les justícies del Castell de Torèn, la senyoria del qual ja li pertanyien.

### Edat Moderna
La senyoria de Saorra, amb Torèn, romangueren en mans dels d'Oms fins al 1682, quan Ramon d'Oms, que s'havia decantat a favor de Felip III, fou desposseït dels seus béns dins del territori que feia pocs anys havia estat incorporat a França. El 1770 consta com a senyor de Saorra Louis de Boisambert.

## Demografia

### Demografia antiga
La població està expressada en nombre de focs (f) o d'habitants (h)
| 32 f | 32 f | 32 f | 22 f | 27 f | 19 f | 13 f | 78 f | 43 f | 341 h | 70 f |

### Demografia contemporània
| Evolució de la població |      |      |      |      |      |      |      |      |
| 1793                    | 1800 | 1806 | 1821 | 1831 | 1836 | 1841 | 1846 | 1851 |
| 381                     | 235  | 363  | 477  | 548  | 630  | 588  | 631  | 605  |

| 1856 | 1861 | 1866 | 1872 | 1876 | 1881 | 1886 | 1891 | 1896 |
| ---- | ---- | ---- | ---- | ---- | ---- | ---- | ---- | ---- |
| 624  | 623  | 720  | 707  | 712  | 826  | 640  | 671  | 593  |

| 1901 | 1906 | 1911 | 1921 | 1926 | 1931 | 1936 | 1946 | 1954 |
| ---- | ---- | ---- | ---- | ---- | ---- | ---- | ---- | ---- |
| 753  | 765  | 833  | 726  | 751  | 705  | 621  | 534  | 582  |

| 1962 | 1968 | 1975 | 1982 | 1990 | 1999 | 2006 | 2007 | 2008 |
| ---- | ---- | ---- | ---- | ---- | ---- | ---- | ---- | ---- |
| 626  | 445  | 370  | 359  | 333  | 347  | 359  | 361  | 362  |

| 2013 | 2015 |
| ---- | ---- |
| 369  | 374  |

Fonts: Ldh/EHESS/Cassini fins al 1999, després INSEE a partir deL 2004

### Evolució de la població

Població 1962-2008

## Administració i política

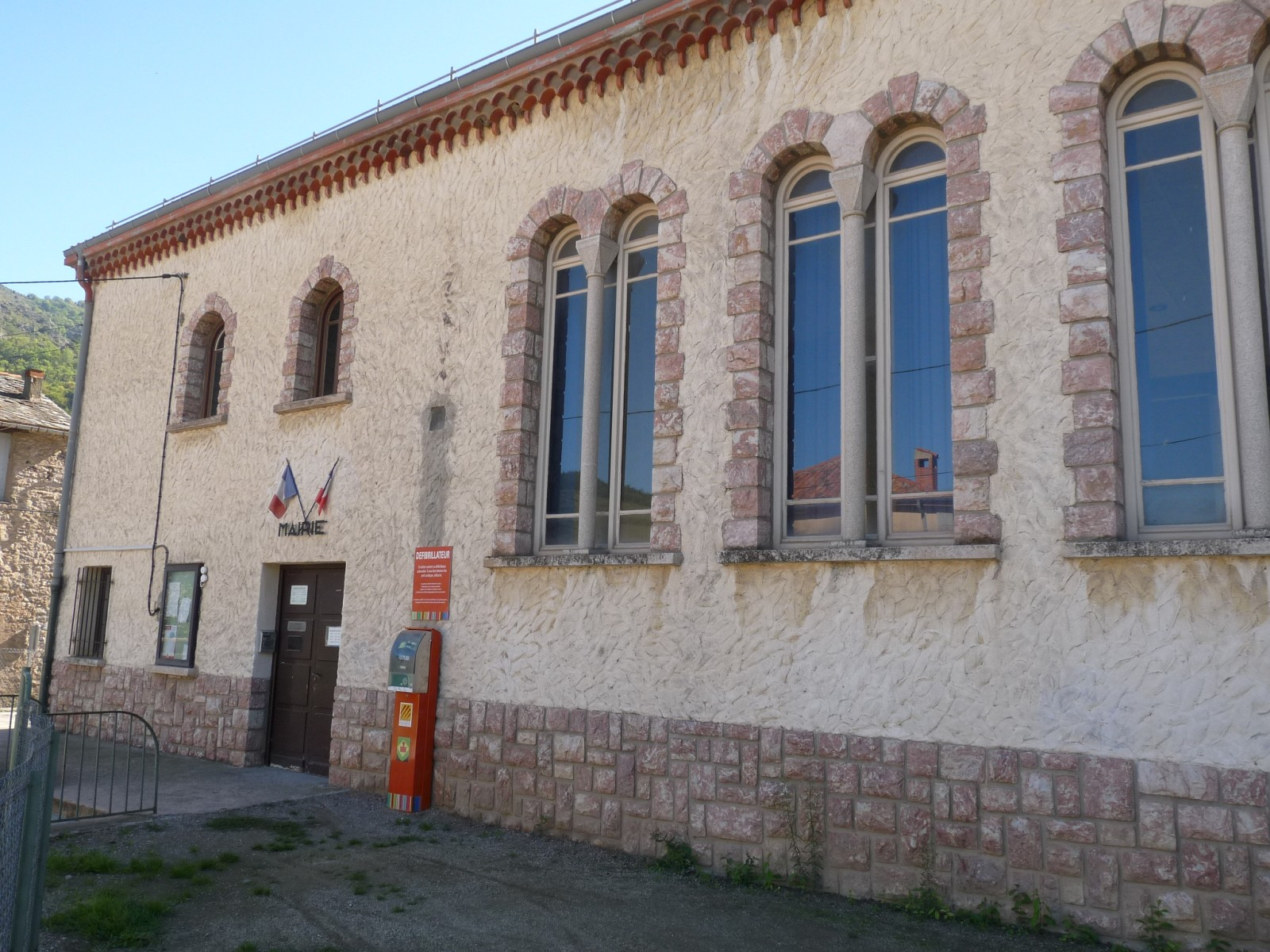
La Casa del Comú de Saorra

### Batlles
| Alcalde          | Període                       |
| ---------------- | ----------------------------- |
| Jean-Claude Joly | Març del 2001 - Març del 2008 |
| Fabienne Bardon  | Març del 2008 - Moment actual |

### Legislatura 2014 - 2020

#### Batlle
- Fabienne Bardon.

#### Adjunts al batlle[13]
- 1r: Christian Donzeau
- 2n: François Salies.

#### Consellers municipals
- Cécile Binder
- Antoinette Espelt
- Olivier Gravas
- Denise Huc
- Richard Parent
- Sophie Solà
- Frédérick Theron
- Jean-Jacques Xiffre.

### Adscripció cantonal

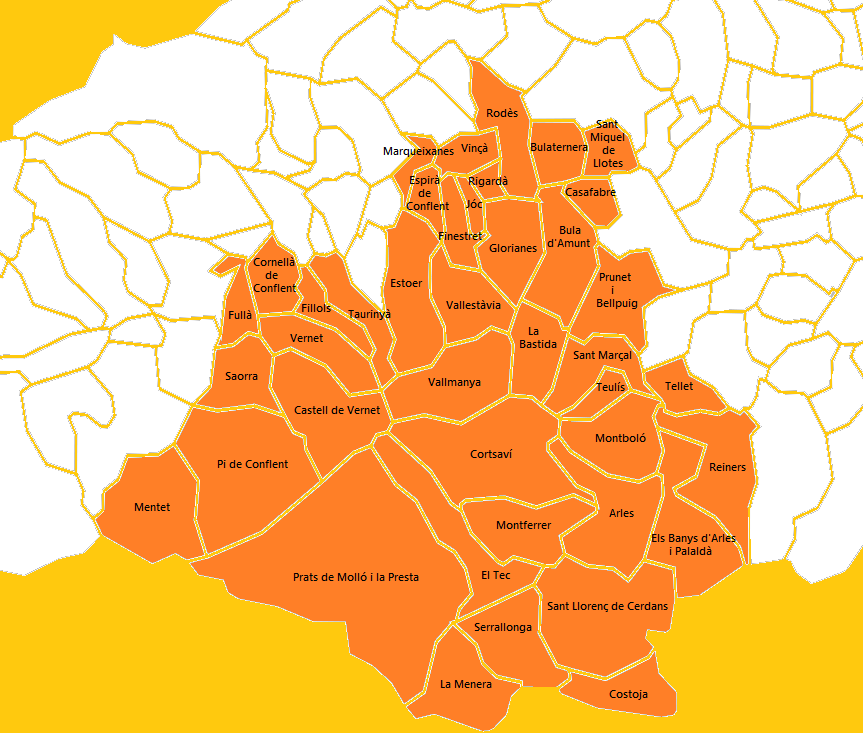
Mapa del Cantó del Canigó

A les eleccions cantonals del 2015 Pi de Conflent ha estat inclòs en el cantó número 2, denominat El Canigó, amb capitalitat al poble dels Banys d'Arles, de la comuna dels Banys i Palaldà. Està format per les viles d'Arles, Prats de Molló i la Presta, Sant Llorenç de Cerdans, del Vallespir, i Vinçà, del Conflent, i els pobles del Conflent de Castell de Vernet, Cornellà de Conflent, Espirà de Conflent, Estoer, Fillols, Finestret, Fullà, Glorianes, Jóc, Marqueixanes, Mentet, Pi de Conflent, Rigardà, Rodès, Saorra, Taurinyà, Vallestàvia, Vallmanya i Vernet, els del Rosselló de la Bastida, Bula d'Amunt, Bulaternera, Casafabre, Prunet i Bellpuig, Sant Marçal, Sant Miquel de Llotes, Tellet i Teulís, i els del Vallespir dels Banys i Palaldà, Cortsaví, Costoja, la Menera, Montboló, Montferrer, Reiners, Serrallonga i el Tec forma part del cantó número 2, del Canigó (nova agrupació de comunes fruit de la reestructuració cantonal feta amb motiu de les eleccions cantonals i departamentals del 2015). Són conselleres per aquest cantó Ségolène Neuville i Alexandre Reynal, tots dos del Partit Socialista francès.

### Serveis comunals mancomunats
Saorra forma part de la Comunitat de comunes de Conflent - Canigó, amb capitalitat a Prada, juntament amb Prada, Arboçols, Campome, Campossí, Canavelles, Castell de Vernet, Catllà, Clarà i Villerac, Codalet, Conat, Cornellà de Conflent, Escaró, Espirà de Conflent, Estoer, Eus, Finestret, Fillols, Fontpedrosa, Fullà, Jóc, Jújols, Marqueixanes, els Masos, Mentet, Molig, Mosset, Noedes, Nyer, Oleta i Èvol, Orbanyà, Orellà, Pi de Conflent, Rià i Cirac, Rigardà, Serdinyà, Soanyes, Sornià, Tarerac, Taurinyà, Toès i Entrevalls, Trevillac, Vallestàvia, Vallmanya, Vernet, Vilafranca de Conflent i Vinçà.

## Ensenyament i Cultura

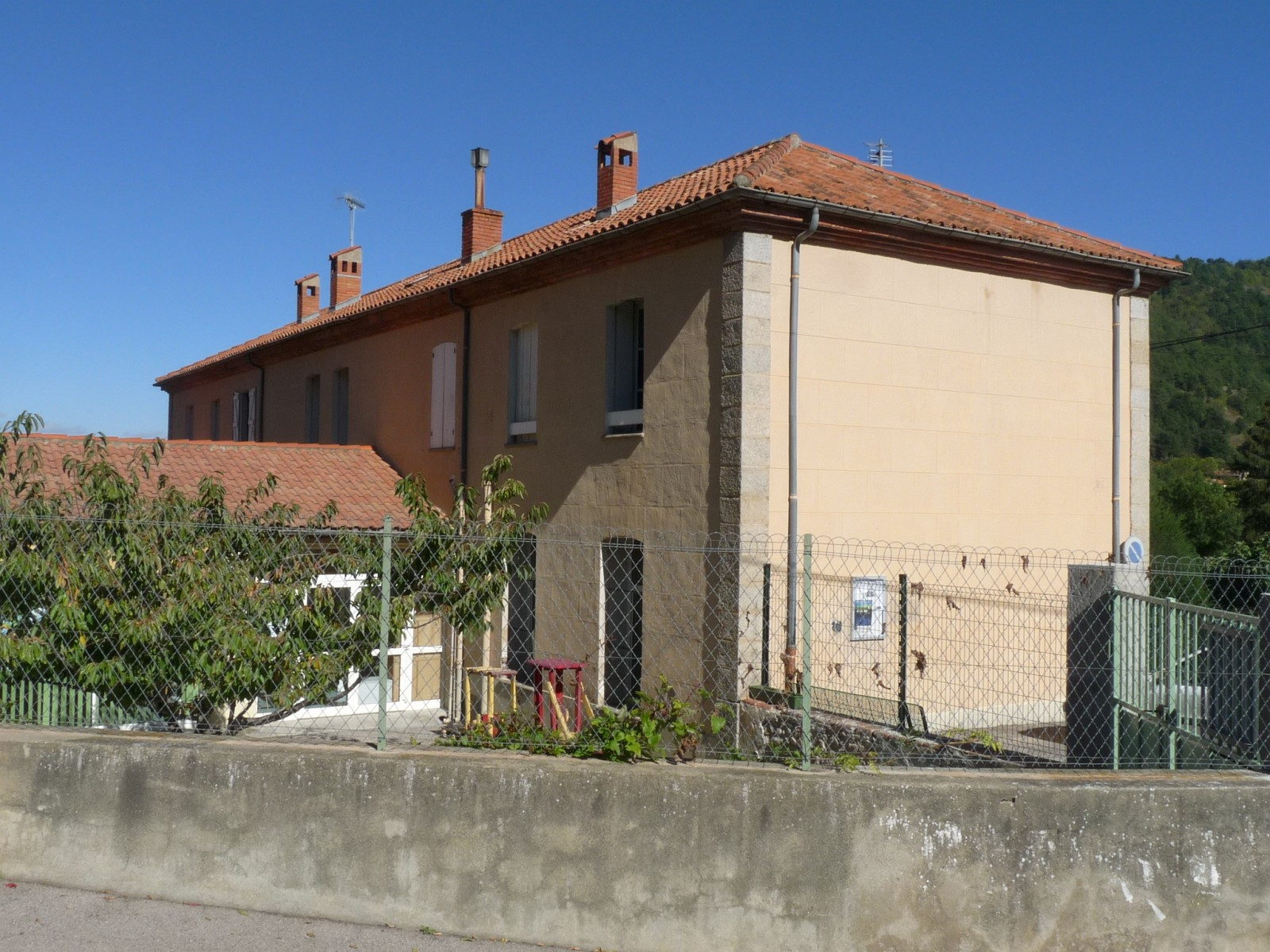
L'Escola de Saorra

En el poble de Saorra hi ha una escola pública, amb seccions de maternal i d'ensenyament elemental, però els escolars saorrats també poden assistir a les escoles equivalents de Fullà, Serdinyà, Vernet i Vilafranca de Conflent. Posteriorment, els i les alumnes del terme de Saorra poden continuar els seus estudis en els col·legis de Prada, Arles, Illa i fins i tot Font-romeu. Els liceus més propers de Saorra són els de Prada i Font-romeu.

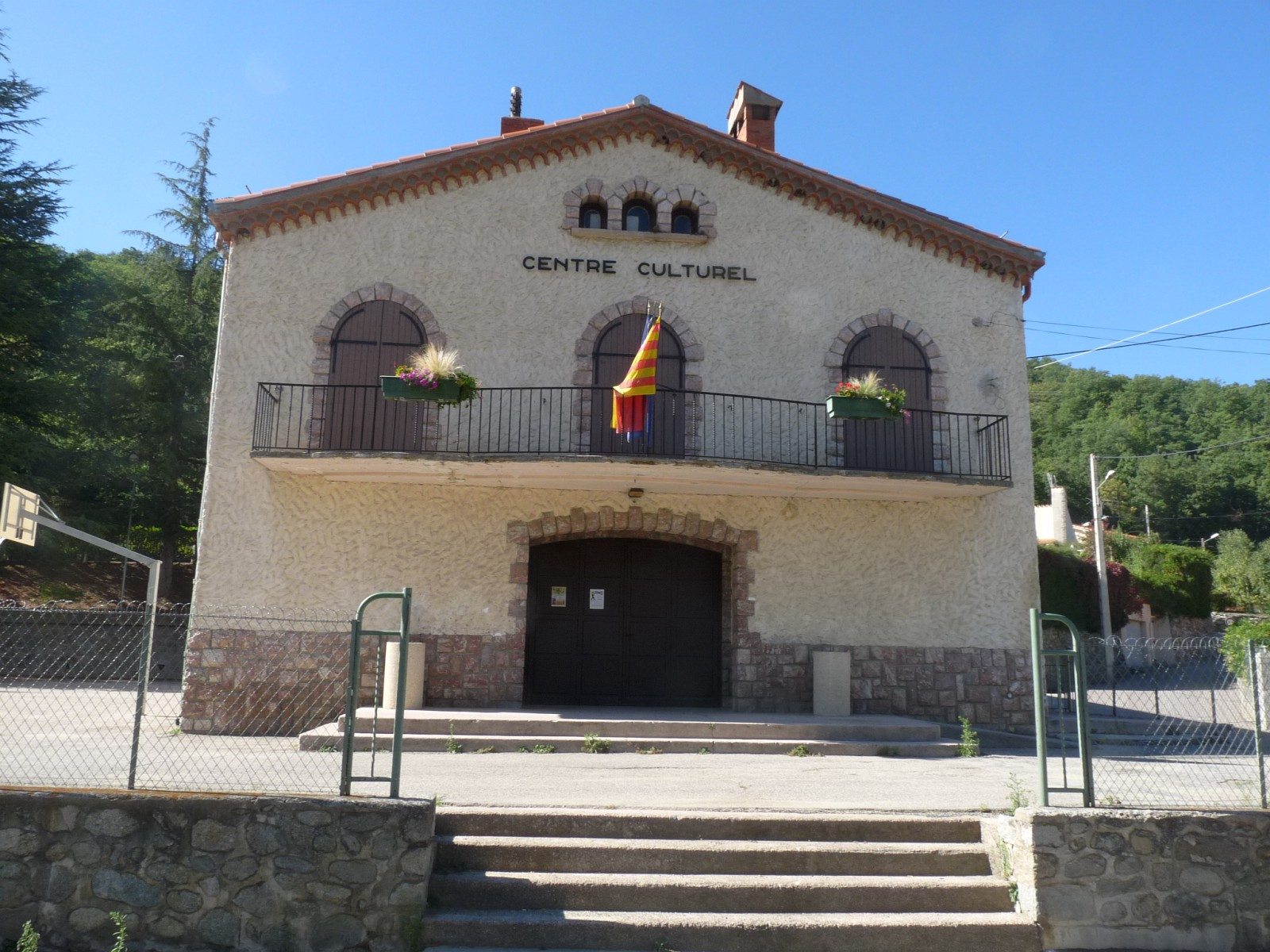
La Sala de Festes i Centre Cultural de Saorra

Entre Saorra i Torèn reuneixen fins a setze associacions culturals de tota mena, la major part dels quals mantenen una vida activa. Una Sala de Festes i Centre Cultural municipal obre el seu espai a l'activitat lúdica i cultural de la comuna.

## Llocs i monuments
- Església romànica de Sant Esteve
- Església de Sant Cebrià
- Torre de Goà

## Personatges lligats a la comuna
- Joan Francesc Imbernon